# گونتساتی (کنیچ)
گونتساتی (به صربی: Guncati) یک منطقهٔ مسکونی در صربستان است که در کنیچ واقع شده‌است.